# Kīlauea

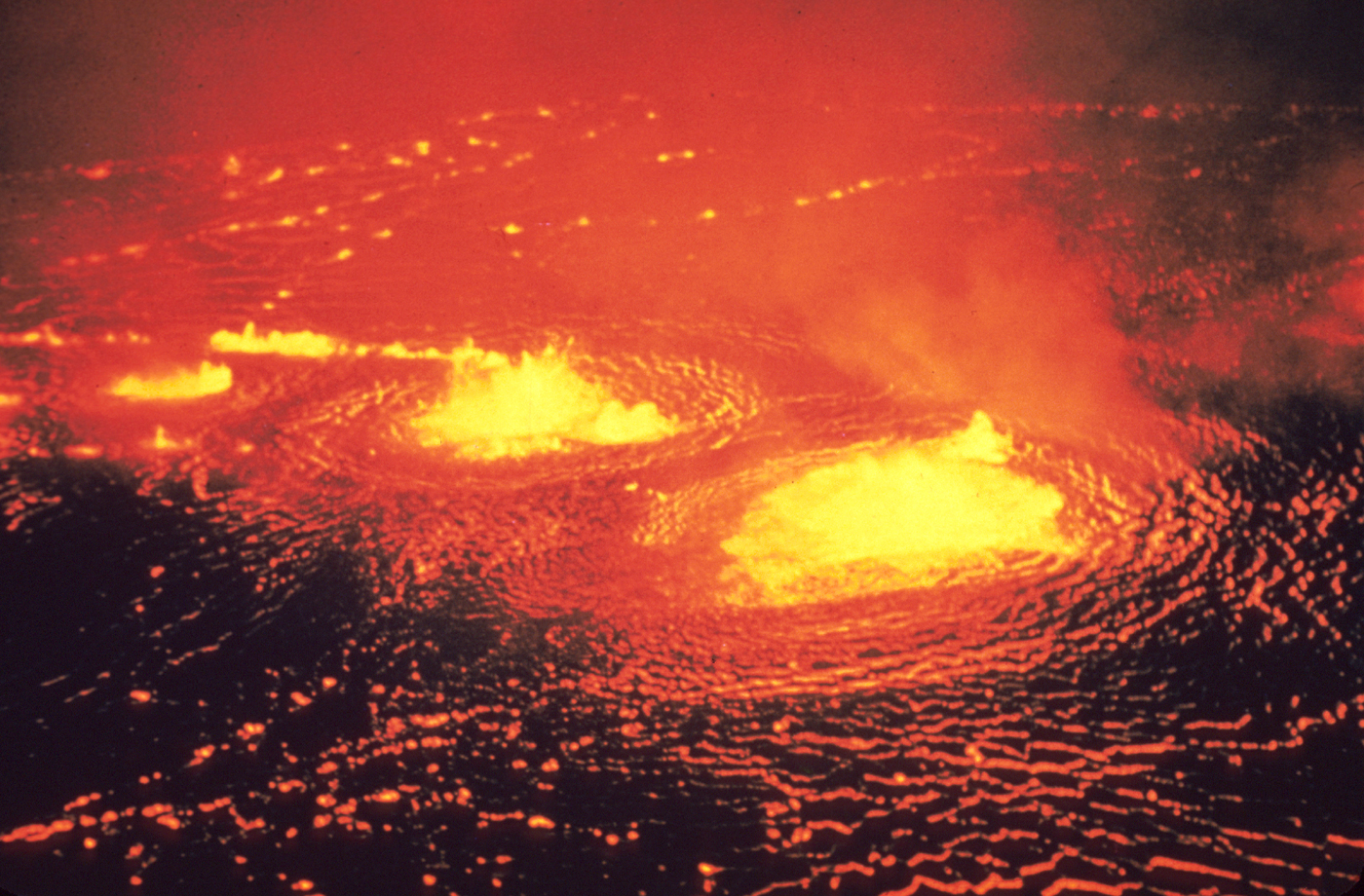
Lava de după erupția din 1954

Kīlauea este un vulcan activ din Insulele Hawaii, statul Hawaii, Statele Unite.
Vulcanul Kilauea face parte din Parcul Național al vulcanilor din Insulele Hawai. Acesta este cel mai activ vulcan dintre cei 5 care alcătuiesc Insula Hawaii și cel mai activ vulcan de pe Glob.
Vulcanul are o înălțime de 1247 m, iar forma sa este una de scut. Acesta are între 300,000 și 600,000 de ani și s-a ridicat deasupra nivelului mării acum aproximativ 100,000 de ani.

## Istoria activitatii eruptive
- În anul 1790 lava vulcanului a omorât o mare parte din locuitori, fiind considerată una dintre cele mai dezastruoase erupții care au avut loc vreodată la Kilauea.
- In 1840 a avut loc o eruptie care a durat 26 de zile si a produs aproximativ 265 de milioane de metri cubi de lava.
- Urmatoarea eruptie majora a avut loc in 1924. Bucăți de piatră care cântăreau până la 45 kg au fost aruncate la o distanta de 60 m.   Tot atunci Craterul Halemaʻumaʻu a început să se scufunde în pământ, adâncindu-se aproape 210 m sub un nor gros de cenușă vulcanică.
- Dupa o perioada in care a rămas relativ linistit, Kilauea s-a trezit iarasi la viata in 1952 cu o cantitate  enormă de lavă de 245 m înălțime la craterul Halema'uma'u. Au persistat mai multe fântâni de lavă între 15 și 30 m, iar erupția a durat 136 de zile.
- Cea mai recentă erupție majoră de la Kīlauea s-a dovedit a fi, de departe, erupția sa de cea mai lungă durată . Aceasta a inceput pe 3 ianuarie 1983 de-a lungul zonei de est a riftului. Orificiul a produs fantani puternice de lava care   s-au ridicat rapid si au format conul Pu'u'Ō'ō.
- Între 1986 și 1991, Chain of Craters Road a fost distrus, iar comunitatea Kapa'ahu, satul Kalapana și subdiviziunile Grădinilor Kālapana și Grădinilor Regale au fost pierdute in lavă.